# Stipa saikanica
Stipa saikanica är en gräsart som beskrevs av Kotukhov. Stipa saikanica ingår i släktet fjädergrässläktet, och familjen gräs. Inga underarter finns listade i Catalogue of Life.